# 조한제
조한제(1961년 2월 ~ )는 대한민국의 벡스코의 감사이다.

## 학력
- 부산대학교 국제전문대학원 글로벌 비즈니스 석사
- 부산대학교 영어영문학과 학사
- 마산고등학교

## 경력
- 벡스코 감사(2021.7~)

- KBS 시청자본부 시청자국 국장(2015.7)

- 한국방송협회 이사(2014.7)

- KBS 부산방송총국 총국장(2013.7)

- KBS 부산방송총국 보도국 국장(2011)

- KBS 부산방송총국 보도팀 팀장(2005)

- KBS 공채 14기 기자 입사(1987)

1. ↑  “네이버 조한제 프로필”. 《네이버》. 2025년 1월 20일에 확인함.